# 이오니아 제도주
이오니아 제도주(그리스어: Περιφέρεια Ιονίων Νήσων)는 그리스의 행정 구역상 13개 주 가운데 하나로 주도는 케르키라이며 면적은 2,306.94km2, 인구는 207,855명(2011년 기준), 인구 밀도는 90명/km2이다.
케르키라현, 케팔로니아현, 레프카다현, 자킨토스현으로 구성되어 있으며 이오니아 제도에 속하는 섬들 가운데 아티키주에서 관할하는 키티라섬을 비롯한 몇몇 섬들을 제외한 나머지 섬들을 관할한다. 이오니아 제도주에서 관할하는 주요 섬으로는 케르키라섬, 레프카다섬, 이타카섬, 케팔로니아섬, 자킨토스섬이 있다.
근래 수십 년간 이오니아 제도는 이민으로 크게 인구가 줄고, 전통적인 산업인 어업과 약간의 농업이 쇠퇴하였다. 오늘날 이 제도의 주요 산업은 관광이다. 특히 케르키라섬은 경치가 아름답고 아름다운 폐허와 성이 많으며 큰 항구를 갖추어 순항 관광선의 인기 있는 정박지이다.